# Deutscher Evangelischer Kirchentag 1954

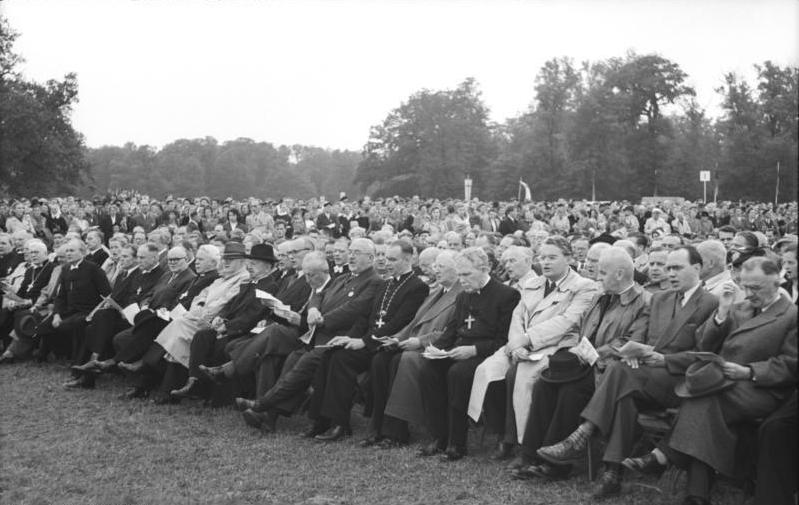
Hauptversammlung des Kirchentages am 11. Juli 1954 auf der Rosentalwiese

Der 6. Deutsche Evangelische Kirchentag 1954 fand vom 7. bis zum 11. Juli 1954 in Leipzig statt und stand unter dem Motto Fröhlich in Hoffnung (Röm 12,12 ). Die Hauptversammlung gilt mit 650.000 Besuchern als die größte bei einem Deutschen Evangelischen Kirchentag. Es waren 60.000 Dauerteilnehmer angemeldet. Er war der letzte gesamtdeutsche Kirchentag bis zur deutschen Wiedervereinigung 1990.

## Vorgeschichte, Verlauf und Wirkung
Die Durchführung der 179 Veranstaltungen des Kirchentages war erst drei Monate zuvor von der DDR-Führung genehmigt worden. Eingeladen hatte die Sächsische Landeskirche auf Initiative des Diakons Herbert Dost, der als Leiter der Leipziger Spielgemeinde vier Monate in Untersuchungshaft saß und am 17. Juni 1953 aus der Haft entlassen wurde. Dost erkannte die historische Möglichkeit, nach den Christenverfolgungen in der DDR eine kirchliche Massenveranstaltung durchzuführen. Als der Kirchentag dann stattfand, hatte das SED-Politbüro und das Ministerium für Staatssicherheit schon die Unterdrückungsstrategie gegenüber den Evangelischen Kirchen entwickelt, die über 30 Jahre praktiziert wurde und eigenständige kirchliche Massenveranstaltungen faktisch ausschloss. Schwerpunkt des großen gesamtdeutschen Kirchentages war der Umgang mit der Geschichte des Nationalsozialismus und dessen Folgen. Er gilt als Anstoß für die Ostdenkschrift der EKD und damit auch für die späteren Ostverträge der deutschen Bundesregierung.
Eine der wichtigsten Reden des Kirchentages wurde von Klaus von Bismarck zum Thema Die Freiheit des Christen zum Halten und Hergeben gehalten. Während sich einer seiner Brüder noch in sowjetischer Kriegsgefangenschaft befand, trat Bismarck vor die gesamtdeutsche Öffentlichkeit und sagte: 
„Mein Herz sucht in diesem Augenblick die Wiesen, die Felder und die Bäume in meiner jetzt polnisch verwalteten Heimat in Pommern […] Es ist meine persönliche Meinung – die einige von Ihnen vielleicht nicht übernehmen können –, dass wir vor Gott kein Recht darauf haben, das wieder zu erhalten, was er uns genommen hat.“
Diese Rede löste heftige Kontroversen aus.

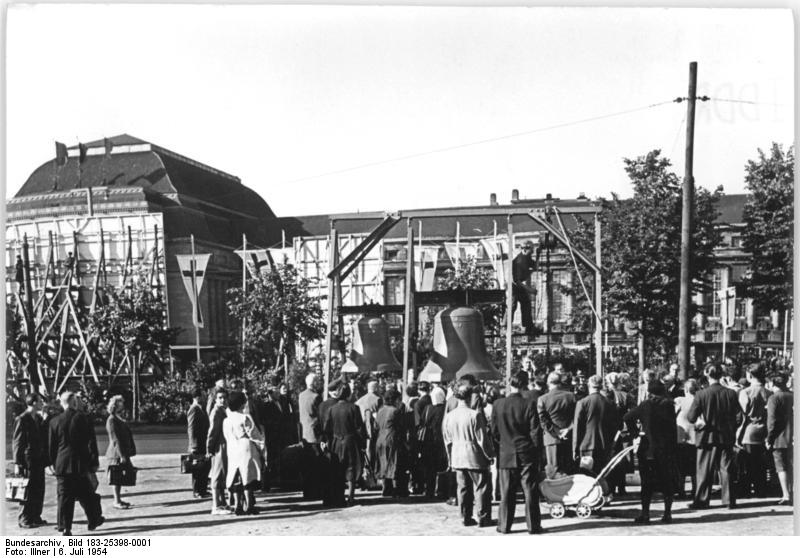
Die zwei Glocken, im Hintergrund der Leipziger Hauptbahnhof

Die Hauptversammlung des Kirchentages fand am 11. Juli 1954 auf der Rosentalwiese statt. Der Regen, der zu einem Hochwasser in Sachsen führte, war unterbrochen. 650.000 Menschen versammelten sich im Rosental und demonstrierten christliche Freiheit – ein Ereignis, das sich bei den Teilnehmern tief einprägte. Der Abschlussgottesdienst war ebenfalls am 11. Juli; er wurde im damaligen Leipziger Zentralstadion gefeiert, das 100.000 Besucher fasste. Der Gottesdienst wurde von zwei auf einem Stahlgerüst aufgehängten Glocken eingeläutet. Dieses Gerüst sollte später einer Kirchengemeinde in Eisenhüttenstadt als Glockenturm dienen.